# 僕と花
「僕と花」（ぼくとはな）は、サカナクションの6枚目のシングル。2012年5月30日にビクターエンタテインメントから発売された。

## 概要
前作から約10ヶ月ぶりとなるシングル。
表題曲は関西テレビ制作・フジテレビ系ドラマ『37歳で医者になった僕〜研修医純情物語〜』の主題歌に起用され、バンド初のドラマ主題歌となった。それに因みジャケットは、新聞のテレビ番組欄の中での部分の上に、ドラマのメンバーを模したキャラクターが立っているデザインとなっている。
ミュージックビデオは「ドキュメント」を担当した山口保幸をディレクターに、作中に現れる「花」役としてダンサーのホナガヨウコを迎えて制作された。フロントマンの山口一郎を主人公に「僕と花」をテーマにした演劇仕立ての内容で、トリックアートの手法も取り入れたものとなっている。このミュージックビデオは生放送された"生ミュージックビデオ"である。カップリングには電気グルーヴの石野卓球による「ルーキー」のリミックスを収録。

## 収録曲
（作詞・作曲：山口一郎／編曲：サカナクション）
1. 僕と花 [3:53]
  - 関西テレビ制作・フジテレビ系ドラマ『37歳で医者になった僕〜研修医純情物語〜』主題歌。
  - 歌詞は、ドラマ側からの依頼により最後の一文のみ書き直されている[4]。
2. ネプトゥーヌス [6:02]
  - 山口の自宅で星野源とセッションしているときに出来たフレーズを元に作った曲。
3. ルーキー（Takkyu Ishino Remix）[6:45]
  - 4thシングルを石野卓球がリミックスしたもの。サカナクションがダメ元で依頼し実現した。なお、選曲はサカナクションが行っている[4]。

※初回生産分のみ[20pブックレット仕様]だが帯に初回限定等の表記は無い。